# Cordyla bidenticulata
Cordyla bidenticulata är en tvåvingeart som beskrevs av Mitsuhiro Sasakawa och Kunihiro Ishizaki 2003. Cordyla bidenticulata ingår i släktet Cordyla och familjen svampmyggor. Inga underarter finns listade i Catalogue of Life.